# Občina Škofja Loka
Občina Škofja Loka je ena od občin v Republiki Sloveniji, ki šteje okoli 24.000 prebivalcev.

## Mestna občina
Občina si je prizadevala pridobiti status mestne občine. Vlada Republike Slovenije je 2. julija 2009 zavrnila ta predlog in ostalih 9 občin, ker niso izpoljnjevale dveh pogojev: najmanj 20.000 prebivalcev in 15.000 delovnih mest.

## Naselja v občini
Binkelj, Bodovlje, Bukov Vrh nad Visokim, Breznica pod Lubnikom, Brode, Bukovica, Bukovščica, Crngrob, Dorfarje, Draga, Forme, Gabrk, Gabrovo, Gabrška Gora, Godešič, Gorenja vas - Reteče, Gosteče, Grenc, Hosta, Knape, Kovski Vrh, Križna Gora, Lenart nad Lušo, Lipica, Log nad Škofjo Loko, Moškrin, Na Logu, Papirnica, Pevno, Podpulfrca, Pod Plevno, Pozirno, Praprotno, Pungert, Puštal, Reteče, Rovte v Selški dolini, Sopotnica, Spodnja Luša, Staniše, Stara Loka, Stirpnik, Strmica, Suha, Sveta Barbara, Svetega Petra Hrib, Sveti Andrej, Sveti Duh, Sveti Florjan nad Škofjo Loko, Sveti Ožbolt, Sveti Tomaž, Ševlje, Škofja Loka, Trata, Trnje, Valterski Vrh, Vešter, Vincarje, Virlog, Virmaše, Visoko pri Poljanah, Zgornja Luša, Zminec